# Rentz (Géorgie)
Pour les articles homonymes, voir Rentz.
Rentz est une ville américaine située dans le comté de Laurens, en Géorgie. Selon le recensement de 2020, sa population est de 312 habitants.